# 梣叶楲叉钩丝壳
梣叶楲叉钩丝壳（学名：Sawadaea negundinis）是属于白粉菌目白粉菌科叉钩丝壳属的一种真菌，寄生在槭属植物上。该种分布于中国、日本。